# Fußballvereinsname
Als Fußballvereinsname wird der Vereinsname eines Fußballvereins bezeichnet.
Die meisten Fußballvereinsnamen bestehen aus drei Teilen:
- einer Abkürzung (z. B. FC)
- einem Namensrelikt (z. B. Fortuna)
- dem Ortsnamen (z. B. Berlin)

In vielen Vereinsnamen fehlt auch das Namensrelikt.

## Abkürzung
Die Abkürzung steht meist am Anfang, in England oder Spanien aber auch oft am Ende.
Ein reiner Fußballclub hat Abkürzungen wie z. B. FC für Fußballclub oder FV für Fußballverein. Stellt der jeweilige Verein den erstgegründeten einer Stadt dar oder erhebt den Anspruch, dieser zu sein, erfolgt vorangestellt oft ein 1. (bekannte Beispiele hierfür sind der 1. FC Kaiserslautern, der 1. FC Köln oder der 1. FC Nürnberg). Sportvereine tragen dagegen meist Bezeichnungen wie SV (Sportverein, bspw. SV Sandhausen oder der Wuppertaler SV), SC (Sportclub, bspw. SC Freiburg), TSV (Turn- und Sportverein, bspw. TSV 1860 München), TSG (Turn- und Sportgemeinschaft, bspw. TSG 1899 Hoffenheim) oder Vf… (Verein für…, bspw. VfL Wolfsburg, VfB Stuttgart).

## Ortsname
Die meisten Vereine haben in ihrem Vereinsnamen den Ortsnamen. Dies ist der Name der Stadt (wie bei Borussia Dortmund) oder auch des Stadtteils (wie beim FC St. Pauli, Hamburger Stadtteil), in dem der Verein ansässig ist.
Es gibt aber auch Ausnahmen, zum Beispiel: Rangers FC, Celtic FC oder Juventus FC. Zu beachten ist hier, dass sich häufig die zusätzliche Angabe des Ortes oder der Stadt (bzw. des Stadtteils) – in den genannten Fällen: Glasgow Rangers, Celtic Glasgow oder Juventus Turin – im deutschen Sprachgebrauch festgesetzt hat.

## Namensrelikt
Die meisten deutschen Fußballvereine haben noch Namen aus dem 19. Jahrhundert.

### Häufig verwendete Namensrelikte

#### Alemannia, Germania etc.
Germania oder Teutonia sind lateinische Begriffe für „Deutschland“. Hier gründeten oft Preußen oder national gesinnte Akademiker den Verein. Auch in anderen Teilen Deutschlands drückte man die lokale Verbundenheit durch teilweise lateinisch übersetzte Vereinsnamen aus, wie Alemannia, Bavaria oder Bayern, Hassia oder Hessen, Frisia, Westfalia, Borussia (siehe unten). Germania ist eines der ältesten und häufigsten Namensrelikte. In Deutschland gibt es 218 Vereine namens Germania, 44 Vereine namens Teutonia und ca. 40 Vereine mit dem Namen Alemannia (Allemannia, Alemania).
Bekannte Träger: Alemannia Aachen, BFC Germania 1888 (ältester bestehender Fußballklub Deutschlands), Sport Club Germânia (1899 in Brasilien gegründet)

#### Borussia, Preußen
Ein besonders häufiges Beispiel für einen Regionalbegriff im Vereinsnamen. Das Wort Borussia stammt aus dem Lateinischen und bedeutet Preußen. Oft deuten diese Namen darauf hin, dass die Vereine von preußischen Soldaten oder Polizisten gegründet wurden. Bei Borussia Dortmund ist dies jedoch auf den Namen der Borussia-Brauerei zurückzuführen, vgl. dazu auch Borussia Dortmund. Im DFB gibt es ca. 60 Vereine mit dem Namen „Borussia“ sowie 38 Vereine mit dem Namen Preußen.
Bekannte Träger: Borussia Dortmund, Borussia Mönchengladbach, Tennis Borussia Berlin, Borussia Neunkirchen, Borussia Fulda, Preußen Münster, BFC Preussen.

#### Eintracht, Concordia, Union
Eintracht (lat. Concordia) bedeutet so viel wie Zusammenhalt. Er ist vermutlich das häufigste deutsche Namensrelikt mit ca. 313 Vereinen (Concordia: 52). Eine ähnliche Bedeutung hat auch der Begriff Union (von lat. unio Einheit, Vereinigung).
Bekannte Träger: in Deutschland Eintracht Frankfurt, Eintracht Braunschweig, Eintracht Trier, 1. FC Union Berlin, und in der Schweiz FC Concordia Basel; auch: Manchester United und Newcastle United oder West Ham United in England.

#### Fortuna
Fortuna ist die römische Glücksgöttin. In Deutschland gibt es ca. 132 Vereine namens Fortuna.
Bekannte Träger: Fortuna Düsseldorf, SC Fortuna Köln

#### Victoria oder Viktoria
Auch der Name Victoria entstammt der römischen Mythologie und galt als Verkörperung des Sieges. Der ebenfalls als Victoria bezeichnete Wanderpokal für den deutschen Fußballmeister zwischen den Jahren 1903 bis 1944 mag seinen Teil an der Verbreitung dieser Bezeichnung beigetragen haben. Jedoch war der Name der Siegesgöttin bereits im 19. Jahrhundert als Vereinsname sehr beliebt.
Bekannte Träger: BFC Viktoria 1889 Berlin, SC Victoria Hamburg, Frankfurter FC Viktoria, Viktoria Köln, Viktoria Aschaffenburg und SC Viktoria Griesheim.

### Weitere Namensrelikte dieser Art
- Kickers (z. B. Kickers Emden, Kickers Offenbach, Stuttgarter Kickers, Würzburger Kickers; ca. 65 Vereine)
- Werder (z. B. Werder Bremen; 4 Vereine), benannt nach einer Flussinsel
- Hertha (z. B. Hertha BSC; ca. 20 Vereine)
- Arminia (z. B. Arminia Bielefeld; SV Arminia Hannover; ca. 31 Vereine), nach Arminius dem Cheruskerfürsten
- Amicitia (z. B. TSV Amicitia Viernheim)
- Olympia (z. B. Olympia Bocholt, im Ausland: Olympique Lyon, Olympiakos Piräus), nicht aber der nach dem Olympia-Werken benannte TSR Olympia Wilhelmshaven
- Wacker (z. B. FC Wacker Innsbruck, FC Admira Wacker Mödling, FC Wacker München, nicht aber der nach Wacker Chemie benannte SV Wacker Burghausen)
- Rapid(e) (z. B. SK Rapid Wien), Rapide Wedding, Rapid Bukarest
- Vorwärts, ein Kampfslogan der Arbeiterbewegung (z. B. SK Vorwärts Steyr, SC Vorwärts-Wacker 04)
- Voran (z. B. FC Voran Ohe), kein Bezug zum Voran-Automobilbau
- Dynamo/Dinamo (z. B. Dynamo Dresden, BFC Dynamo im Ausland: FK Dynamo Moskau, Dynamo Kiew); Name ehemaliger Mitgliedsvereine des gleichnamigen ehemaligen Sportverbandes der Sicherheitsorgane der UdSSR bzw. der nach dessen Vorbild ins Leben gerufener Sportvereinigungen (z. B. Sportvereinigung Dynamo in der DDR), Besonderheit hier: Houston Dynamo, welcher nicht in dieser Tradition steht

### DDR-Sportgemeinschaften und Sportclubs
Der DDR-Fußballsport war in der Regel in Sektionen von Betriebssportgemeinschaften und Sportklubs, ab 1965 – so geschehen unter anderem in Rostock – auch in reinen Fußballclubs, organisiert. Diese unterstanden zentralen Sportvereinigungen, die jeweils für einen Gewerkschaftsbereich existierten. Jede Sportvereinigung trug ihren eigenen Namen, der auf die jeweiligen Betriebssportgemeinschaften und Sportklubs übertragen wurde. Ab den 1960er Jahren schlossen sich vermehrt Betriebssportgemeinschaften unterschiedlicher Sportvereinigungen zusammen, die dann in der Regel als TSG auftraten (z. B. TSG Neustrelitz). Ab 1980 nahmen Betriebssportgemeinschaften auch den Namen ihres Trägerbetriebs an (z. B. BSG Sachsenring Zwickau). Armee und Polizei hatten eigene Sportvereinigungen namens „Vorwärts“ und „Dynamo“. Nur in wenigen Fällen hatten sich Sportgemeinschaften nicht dem BSG-System angeschlossen und gaben sich unabhängige Namen (z. B. SG Jänschwalde).

### Betriebssportvereine
Als Vorläufer der Trägerbetriebe in der DDR können die Betriebssportvereine und Werksklubs gelten, welche schon in den frühen Tagen des Fußballsports existierten und die den Namen des jeweiligen Betriebs teilweise bis heute tragen. Häufig werden solche Vereine bis heute von diesen Unternehmen mitfinanziert – oft sind mittlerweile jedoch andere Sponsoren die Hauptgeldgeber.
Beispiele: Bayer 04 Leverkusen, Wacker Burghausen, FC Carl Zeiss Jena, Opel Rüsselsheim und SG Quelle Fürth

### Sponsorname
Namentlich leicht mit den Betriebssportvereinen zu verwechseln sind jene Vereine, welche den Namen eines Sponsoren tragen. Diese Klubs existierten bereits vorher unter anderer Bezeichnung und gaben diese erst später zum Erwerb frei. In Österreich ist dies teilweise schon seit Jahrzehnten gängige Praxis. Nicht selten führte ein Namensverkauf zu Konflikten mit den traditionsbewussten Anhängern der Vereine.
Beispiele:
- in Deutschland: SV Chio Waldhof (Kartoffelchips), Gummi Mayer Landau (Autoreifen), SV Röchling Völklingen (ehemals Stahl, siehe Völklinger Hütte, heute Kunststoffe); der von Red Bull aufgestellte Verein RB Leipzig darf aufgrund der Satzung des Deutschen Fußball-Bundes, welche eine Namensgebung zu Werbezwecken verbietet, nicht Red Bull als Namensbestandteil verwenden. Daher wurde ein Name gewählt, der dieselbe Abkürzung wie das Werbeprodukt ermöglicht.[1]
- in Österreich: FC Red Bull Salzburg (Getränke), SK Puntigamer Sturm Graz (Brauerei), SK Rapid Wienerberger (Baustoffe, nur Saison 1976/77),
- in Griechenland: Skoda Xanthi (Auto)
- in Moldau: Sheriff Tiraspol (Mischkonzern)

### Region, Bundesland
Viele Vereine tragen den Namen ihres Bundeslandes oder vergleichbarer (ehemaliger) Verwaltungseinheiten oder Regionen. Derlei Vereine finden sich z. B. oft in der jeweiligen Hauptstadt.
Bekannte Träger: FC Bayern München, SpVgg Bayern Hof, Hessen Kassel, Holstein Kiel, Preußen Münster, Sachsen Leipzig, TSV Schwaben Augsburg, FC Tirol Innsbruck.
Im Ausland finden sich beispielsweise:
- Italien: SS Lazio (Latium Rom)
- Polen: Śląsk Wrocław (Schlesien Breslau)

### Vereinsfarben
Einige Vereine haben als Namensrelikt die Vereinsfarben. Der häufigste Name dieser Art ist „Blau-Weiß“ mit etwa 124 Vereinen. „Rot-Weiß“ und „Grün-Weiß“ haben beide ca. 85 Vereine. Vereine namens „Schwarz-Weiß“ gibt es etwa 41, „Blau-Gelb“ etwa 16 und „Schwarz-Gelb“ etwa 12.
Bekannte Träger: Rot-Weiss Essen, Rot-Weiß Oberhausen, Rot-Weiß Erfurt, Schwarz-Weiß Essen, Blau-Weiß 90 Berlin

### Gründungsjahr
Das Einfügen des Gründungsjahres in den Vereinsnamen soll oft die lange Existenz demonstrieren. Überwiegend werden Gründungsjahre aus der Frühzeit des Fußballspiels im Vereinsnamen verewigt. Aber auch neuere Vereine tun dies, wie z. B. der FC Gütersloh 2000, Neugründung des Traditionsvereins von 1978.
Bekannte Träger: TSV 1860 München, Hannover 96, 1. FSV Mainz 05, FC Schalke 04, TSG 1899 Hoffenheim, FC Ingolstadt 04

### Englische Namensrelikte
Einige Vereine, etwa die in der Frühphase des Fußballs von Engländern gegründeten, haben englische Namensrelikte.
Beispiele:
- Schweiz: Grasshopper Club Zürich, BSC Young Boys
- Niederlande: Go Ahead Eagles aus Deventer
- Spanien: Athletic Bilbao
- Argentinien: Racing Club Avellaneda (benannt nach einem nicht-assoziierten Motorsportmagazin)
- Österreich: First Vienna Football Club 1894

### Vereinswappen
Bei manchen Klubs finden sich Begriffe im Vereinsnamen, die auch im Wappen abgebildet sind. Dazu gehört zum Beispiel das japanisch-italienische Wort „Sanfrecce“. „San“ für Drei und „Frecce“ für Pfeil, also „Dreipfeil“. Diesen Namen trägt der japanische Erstligist Sanfrecce Hiroshima.
Weitere Beispiele: TuS Fortuna Sachsenroß Hannover, Reinickendorfer Füchse, „Falke Steinfeld“.

### Migrantenvereine
Vereine, die ursprünglich von Migranten und ethnischen Minderheiten gegründet wurden, tragen meist Bezeichnungen der jeweiligen Herkunftssprache. Auch wenn diesen Klubs heute oft auch Angehörige anderer Nationalitäten angehören, drücken diese Namen die besondere Verbundenheit zu einer ethnischen Gruppe aus.
Beispiele: SV Yeşilyurt Berlin („Yeşilyurt“ [türk.: Grüne Heimat]), Türkiyemspor Berlin („Türkiyem“ [türk.: meine Türkei]), Türkgücü München („Türkgücü“ [türk.: türkische Macht/Kraft])

### Personen
Einige Vereine werden nach einer bestimmten Person benannt, die bei der Gründung eine wichtige Rolle gespielt haben. Enthalten sind entweder der vollständige Vor- und Nachname: Gil Vicente FC, Club Jorge Willstermann, CR Vasco da Gama. Nur der Nachname: Levski Sofia, Club Presidente Hayes. Nur der Vorname: CA San Lorenzo, Kaizer Chiefs oder andere Namen bezogene Varianten wie Spitzname, Initialen..: Neuchatel Xamax, Aldosivi, Colón FC.

### Religion
Vereinsnamen, die auf kulturell-religiöse Bekenntnisse zurückzuführen sind, sind oft das Resultat einer (ehemaligen) Mitgliedschaft in religiösen Sportverbünden, so etwa die katholische DJK oder der jüdische Makkabi.